# Ṙ
Ṙ (minuskule ṙ) je speciální znak latinky. Nazývá se R s tečkou. Používá se pro přepis arménštiny do latinky. V přepisu písmeno Ṙ odpovídá znaku Ռ, což je alveolární vibranta (IPA r, v češtině přibližně odpovídá písmeni R). Normální R v přepisu odpovídá znaku Ր, což je alveolární aproximanta (IPA ɹ).
V Unicode mají písmena Ṙ a ṙ tyto kódy:
-Ṙ U+1E58
-ṙ U+1E59